# Onça (vikt)
Denna artikel handlar om en viktenhet. För ett berg i Angola, Afrika, se Onça
Onça är en gammal handels- ädelmetall- och myntvikt använd i Portugal och Brasilien motsvarande 28,7 g,
1. Som handelsvikt är 1 onça 1/16 av den större enheten arratel
2. Som guld- silver- och myntvikt är 1 onça 1/8 av den större enheten marco